# Mary Anne O'Connor
Mary Anne O'Connor (Bridgeport, 1º ottobre 1953) è un'ex cestista statunitense, medaglia d'argento alle olimpiadi del 1976.

## Carriera
Con gli Stati Uniti ha disputato i Campionati mondiali del 1975 e i Giochi olimpici di Montréal 1976.